# Tsunami über Deutschland
Tsunami über Deutschland ist ein Hörspiel des Autors und Regisseurs Heiner Grenzland.
Tsunami über Deutschland wurde 2007 vom Hörfunksender Kulturradio der Rundfunkanstalt Rundfunk Berlin-Brandenburg (RBB) produziert.

## Produktionsteam
| Regie:                | Heiner Grenzland         |
| Regieassistenz:       | Teresa Schomburg         |
| Produktionsassistenz: | Katharina Matz           |
| Casting / Produktion: | Jutta Schnirch           |
| Ton & Technik:        | Peter Avar, Wenke Decker |
| Redaktion:            | Regine Ahrem             |

## Premiere, Erstausstrahlung und Wiederholungen
Die Premiere fand am 18. Januar 2008 auf der Hörbühne der Volksbühne Berlin statt.
Die Erstausstrahlung durch den RBB erfolgte im Sonntagnachmittagsprogramm am 27. Januar 2008.
Wiederholungen des Hörspiels wurden u. a. beim Sender WDR 1 Live, Radio Halle, Radio  Bremen, nochmals bei Kulturradio in 2012 und erneut bei rbb Kultur im Jahr 2019 ausgestrahlt. Der D21 Kunstraum Leipzig spielte das Hörspiel am 11. November 2020 im Rahmen des Radioprogramms „Dystopisches Radio“.

## Inhalt
Tsunami über Deutschland lehnt sich an das Radiodrama Der Krieg der Welten von Orson Welles aus dem Jahr 1938 an.  Stilistisch orientiert sich das Hörspiel an einer Radio-Berichterstattung, die inzwischen ein eigenes Genre „Katastrophenberichterstattung“ bildet. Durch diese Inszenierung wird die Bedrohung in ein nach stereotypen Mustern ablaufendes mediales Event transformiert. Die Sprecher sind bekannte Radiomoderatoren des rbb. Das verleiht dem Hörspiel, wie damals dem Hörspiel Krieg der Welten, eine Vortäuschung der Realität.
Das Hörspiel beginnt mit einer Eilmeldung über eine Sturmbö, die die Gemeinde Torgelow verwüstet und Todesopfer fordert. Von der Ostseeküste wandert eine Wetterwolke, die sich zu einem lärmenden akustischen Tsunami entwickelt, auf Berlin zu. Dieser Lärm wird verursacht durch die Geräusche von Städten und Industrieanlagen. Die ARD-Krisenberichterstattung aus Berlin sendet live über die Vorgänge von den Orten auf dem Weg des Lärms nach Berlin. Einem Reporterteam gelingt es, in die Wolke einzudringen und aus ihr heraus zu berichten. Dabei stirbt einer der Reporter. Über die Entstehung der Wolke werden viele Spekulationen verbreitet, eine ist ein Schallwaffen-Experiment der NATO. Die Bundeswehr versucht, mit einem Präventivschlag in Form von Boden-Luft-Raketen den Tsunami zu stoppen. Dies führt jedoch zu einer starken Vergrößerung und einer Beschleunigung seiner Fortbewegungsgeschwindigkeit. Der Katastrophenfall wird daraufhin ausgerufen. Eine Ode an die Freude singende Menschenmenge geht auf den Tsunami zu und wird von ihm weggeweht. Die Übertragung bricht dann ab und das Berliner Studio der Krisenberichterstattung wird evakuiert.
Es gibt zwei verschiedene Enden. In der einen Fassung endet das Hörspiel mit sekundenlanger Stille, in einer anderen Fassung mit einem Epilog, in dem berichtet wird, dass die Menschheit in Bunkern unter der Erde hause, weil auf der Oberfläche überall akustische Tsunamis tobten.

## Rezeption (Auswahl)
- Jochen Meißner: Funk-Korrespondenz; Nr. 5 vom 6. Februar 2008; Seite 30[12]
- Zur Premiere sendete Radio Corax ein Interview mit dem Autor.[13]